# Monte Massive
Il Monte Massiccio (Mount Massive - 4.375 m s.l.m.) è la seconda vetta più alta del Colorado (Stati Uniti d'America) e delle Montagne Rocciose (subito dopo il Monte Elbert), nella sub-catena montuosa dei Monti Sawatch, leggermente più elevata (un piede) del Monte Harvard che la segue in termini di altezza.

## Descrizione
Localizzato nella Contea di Lake, circa 16 km a ovest/sud-ovest di Leadville e 28 km a est di Aspen, si trova nel Mount Massive Wilderness, parte del San Isabel National Forest: la sua cima raggiunge quota 4.375 metri sul livello del mare e fa parte dei “fourteener” (le quaranta cime che superano i 14.000 piedi d'altezza).
La prima scalata accreditata risale al 1873 ad opera di Henry Gannett. Il suo nome deriva dalla sua forma allungata: ha cinque vertici, tutti sopra 14.000 piedi (4.268 metri), e un crinale di oltre 4,8 km di lunghezza con il Monte Elbert, la principale vetta delle Montagne Rocciose che si trova a circa 8 km a sud-sud-est del picco. Relativamente di facile salita, il sentiero principale, di classe 2, sale il picco da est, con un percorso di 22 km tra andata e ritorno con un dislivello di 1.332 metri. È anche la montagna sulla quale ci sarebbe l'immaginario Mount Massive Asylum del videogioco Outlast.